# Михальчук, Сергей Александрович
Сергей Александрович Михальчук (укр. Сергій Олександрович Михальчук; 27 мая 1998, Великие Проходы, Харьковская область — 14 декабря 2019, около Светлодарск, Донецкая область) — украинский военнослужащий. Герой Украины (посмертно).

## Биография
Родился 27 мая 1998 года в селе Великие Проходы. Первые два класса учился в харьковской специализированной школе № 62 поселка Пятихатки Киевского административного района Харькова, а начиная с 3-го класса – в Великопроходимском лицее Дергачевского районного совета. Выступал за школьную команду по футболу, баскетболу и волейболу, активно участвовал в различных спортивных соревнованиях. Получил награды районного уровня. После окончания 11 классов помогал своей семье: работал разнорабочим на тяжелых и изнурительных работах на лесоповале и стройках. 
1 февраля 2019 года поступил на военную службу в ряды Национальной гвардии Украины. Служил на должности старшего пулеметчика 2-го взвода разведки специального назначения роты специального назначения 4-й бригады оперативного назначения Национальной гвардии Украины. 
С сентября 2019 года принимал  участие в войне в Донбассе. Во время службы он неоднократно привлекался к проверке минно-взрывных заграждений переднего края обороны и проводил инженерную разведку нейтральной полосы. В ноябре 2019 года, во время одной из таких разведок противник неожиданно начал интенсивный обстрел. Вместе с товарищем Михальчук подобрался к скрытым позициям противника, передал их координаты и выманил вражеского корректировщика огня.
Позже, в начале декабря 2019 года, во время дежурство, Сергей заметил автомобиль, который двигался к позициям противника. Во время наблюдения он заметил, как машина доставляла боеприпасы российским военным. По приказу командира он открыл прицельный огонь по транспортному средству. Боеприпасы сдетонировали и на вражеских позициях прогремела череда взрывов.
14 декабря 2019 Михальчук вместе с товарищем вели наблюдение за действиями противника. Около 15:00 противник начал массированный минометный обстрел позиций украинских военных. Приказав своему напарнику спрятаться в укрытие, сам он остался, чтобы обнаружить координаты минометных расчета врага. Во время обстрела одна из мин попала в бруствер наблюдательного поста, в результате чего его боевой собрат получил осколочные ранения плеч и лица. Сергей бросился на помощь раненому бойцу. Закрыв собой раненого напарника огнем из пулемета атаковал противника, чем заставил врага отступить на безопасное расстояние.
Во время повторного минометного обстрела в результате взрыва мины Сергей Александрович Михальчук получил множественные осколочные и проникающие ранения несовместимые с жизнью и умер по дороге в Светлодарскую городскую больницу. Похоронен в Харькове на кладбище № 18.
25 марта 2020 года Президент Украины Владимир Зеленский подписал указ о присвоении Сергей Александровичу звания Героя Украины за личное мужество и героизм, проявленные в защите государственного суверенитета и территориальной целостности Украины, верность военной присяге.

## Память
4 бригаде оперативного назначения Национальной гвардии Украины присвоено имя Героя Украины сержанта Сергея Михальчука.
10 сентября 2020 года в родном селе на фасаде лицея, в котором Сергей учился, ему была открыта мемориальная доска.